# Musée national de Lubumbashi
Le musée national de Lubumbashi est un musée de la république démocratique du Congo (RDC), situé à Lubumbashi, au sud-est du pays. Il est rattaché à l'Institut des musées nationaux du Congo (IMNC) sous l'égide du ministère de la Culture et des Arts.

## Histoire
Fondé en 1958, le musée d'Élisabethville, prend successivement le nom de musée Léopold II (ou musée Cabu, en référence à son fondateur, le docteur Francis Cabu), de musée régional du Katanga dans les années 1960, avant de devenir le musée national de Lubumbashi en 1970.

## Collections permanentes

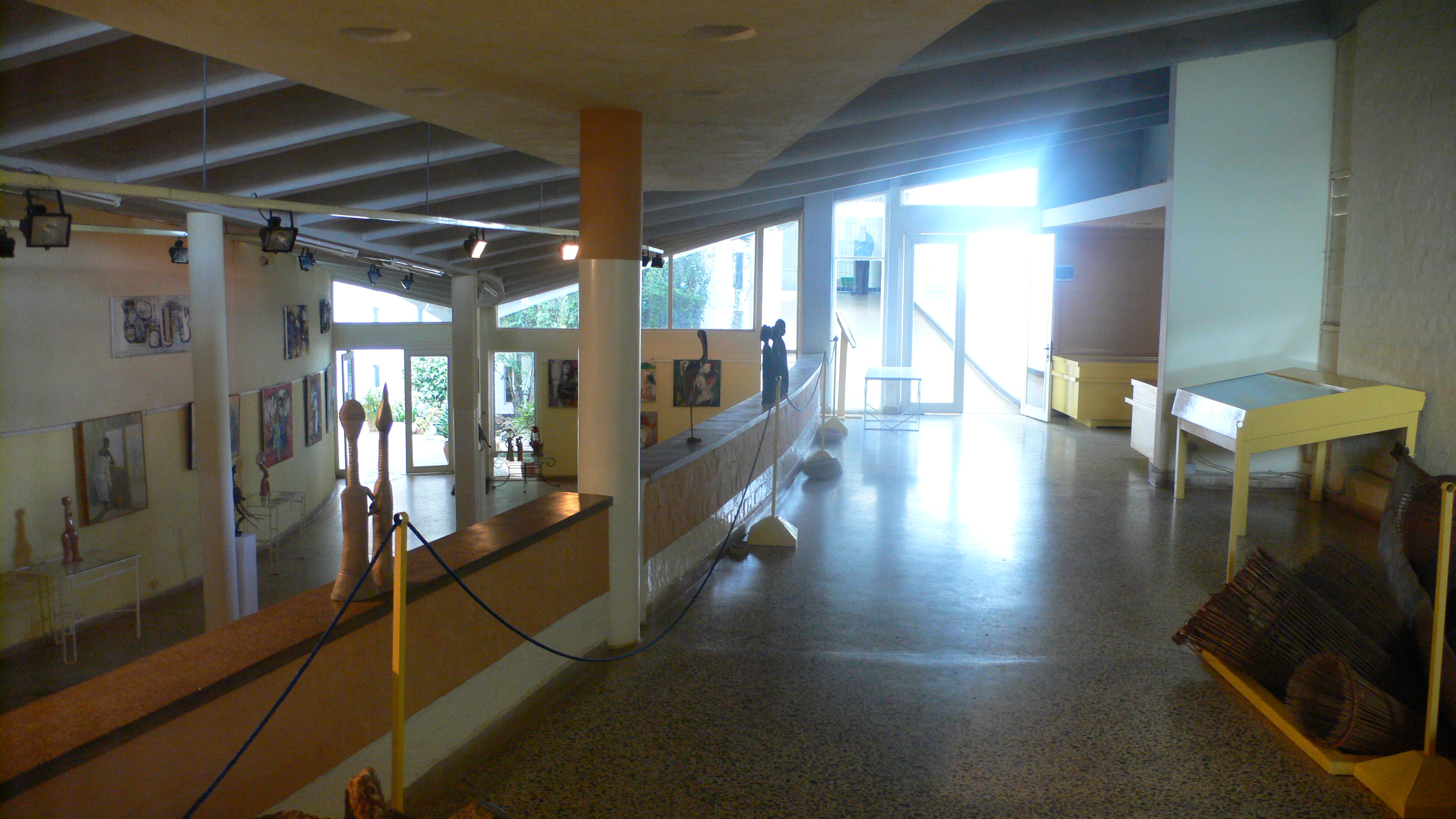
À l´intérieur du musée

## Expositions temporaires
(liste non exhaustive)
- Le travail, hier et aujourd'hui : mémoires de Lubumbashi, 22 octobre-17 novembre 2001[3]